# Sass
Sass (англ. Syntactically Awesome Stylesheets, "дерзость, нахальство") — метаязык на основе CSS, предназначенный для увеличения уровня абстракции CSS-кода и упрощения файлов каскадных таблиц стилей. Включён в состав языка разметки Haml.
Имеет два синтаксиса:
- sass — отличается отсутствием фигурных скобок, в нём вложенные элементы реализованы с помощью отступов;
- SCSS (Sassy CSS) — использует фигурные скобки, как и сам CSS.

## Вложенные правила
Одна из ключевых особенностей Sass — вложенные правила, которые облегчают процесс создания и редактирования вложенных селекторов.
```
#header

  
background
:
 
#FFFFFF

  
.error

    
color
:
 
#FF0000

  

  
a

    
text-decoration
:
 
none

    
&
:hover

      
text-decoration
:
 
underline

```

Будет транслировано в:
```
#
header
 
{

   
background
:
 
#FFFFFF
;
 

}

#
header
 
.
error
 
{

   
color
:
 
#FF0000
;
 

}

#
header
 
a
 
{

   
text-decoration
:
 
none
;
 

}

#
header
 
a
:
hover
 
{

   
text-decoration
:
 
underline
;
 

}

```

## Переменные в CSS
Sass добавляет к CSS константы и примеси. Это облегчает поддержку согласованности данных внутри большого набора стилей. Константы позволяют установить значение и использовать его внутри стилей, с помощью примесей то же самое можно сделать с блоком атрибутов стиля.
```
$linkColor
:
 
#00F

a

  
color
:
 
$linkColor

```

Будет транслировано в:
```
a
 
{

   
color
:
 
#00F
;
 

}

```

Пример использования примесей, подобие функций:
```
@mixin
 
border-radius
(
$radius
,
$border
,
$color
)
 
{

  
-webkit-border-radius
:
 
$radius
;

     
-moz-border-radius
:
 
$radius
;

      
-ms-border-radius
:
 
$radius
;

          
border-radius
:
 
$radius
;

    
border
:
$border
 
solid
 
$color

}

.box
 
{
 
@
include
 
border-radius
(
10px
,
1px
,
red
);
 
}

```

Будет транслировано в:
```
.
box
 
{

   
-webkit-
border-radius
:
 
10
px
;
 

      
-moz-
border-radius
:
 
10
px
;
 

       
-ms-
border-radius
:
 
10
px
;
 

           
border-radius
:
 
10
px
;
 

   
border
:
 
1
px
 
solid
 
red
;
 

}

```